# Madeleine du Fargis
Madeleine de Silly, comtesse de Rochepot, dame d'Angennes du Fargis (? - 1639), fut la dame d'atours de la reine Anne d'Autriche de 1626 à 1630.

## Biographie
Fille d'Antoine de Silly, comte de la Rochepot, et de Marie de Lannoy, elle entre au couvent des carmélites du faubourg Saint-Jacques à Paris. 
Seule héritière à la mort de son père, elle quitte le cloître pour épouser Charles d’Angennes, sieur du Fargis, ambassadeur en Espagne. Grâce à l'appui d'une amie, la nièce du cardinal Richelieu, Madame de Combalet, elle est nommée en octobre 1626 dame d'atours d'Anne d'Autriche.
Bien que redevable envers Richelieu pour sa position, elle s'oppose rapidement à lui, ce qui lui vaut d'être écartée de la cour en 1630. Émigrée aux Pays-Bas espagnols, elle continue d'intriguer contre le cardinal, notamment par l'entremise d'une correspondance avec Adrien de Monluc,.
Lorsque ses agissements sont découverts, elle est condamnée à mort pour crime de lèse-majesté par un jugement rendu le 22 décembre 1631. Absente de son procès, elle est brûlée en effigie. Partie se réfugier en Flandres, elle meurt en 1639 à Louvain,.